# آتن (ایلینوی)
آتن، ایلینوی (به انگلیسی: Athens, Illinois) یک شهر در ایالات متحده آمریکا با جمعیت ۱٬۷۲۶ نفر است که در ایلی‌نوی واقع شده‌است.

## موقعیت جغرافیایی
موقعیت جغرافیایی شهرها و مناطق اطراف به شرح زیر است: